# Georg Hettich
Georg Hettich (Furtwangen im Schwarzwald, Alemanya Occidental 1978) és un esquiador nòrdic alemany, ja retirat, especialista en combinada nòrdica.

## Biografia
Va néixer el 12 d'octubre de 1978 a la ciutat de Furtwangen im Schwarzwald, població situada a l'estat de Baden-Württemberg, que en aquells moments formava part de l'Alemanya Occidental (RFA) i que avui en dia forma part d'Alemanya.

## Carrera esportiva
Va participar en els Jocs Olímpics d'Hivern de 2002 realitzats a Salt Lake City (Estats Units), on aconseguí guanyar la medalla de plata en la prova de relleus 4x5 km a més de finalitzar trenta-quatrè en la prova individual de la combinada nòrdica. En els Jocs Olímpics d'Hivern de 2006 realitzats a Torí (Itàlia) aconseguí guanyar tres medalles olímpiques: la medalla d'or en la prova individual, la medalla de plata en la prova de relleus 4x5 km. i la medalla de bronze en la prova d'esprint. Participà en els Jocs Olímpics d'Hivern de 2010 realitzats a Vancouver (Canadà), on finalitzà vint-i-quatrè en la prova de trampolí llarg.
Al llarg de la seva carrera guanyà dues medalles de plata en el Campionat del Món d'esquí nòrdic en la prova de relleus 4x5 km. (2003 i 2005).